# 永守知博
永守 知博（ながもり ともひろ、1976年2月22日 - ）は、エルステッドインターナショナル株式会社の代表取締役社長。

## 経歴
京都府京都市出身。父はニデック創業者の永守重信。
京都成章高等学校を経て、1998年に明治大学理工学部電気科を卒業。2000年に明治大学大学院理工学研究科電気電子工学専攻を修了。大学院では磁石の研究を行い、学会の賞を受賞した。
2000年、成績優秀者の学校推薦枠を利用して富士通株式会社に入社する。
2002年3月に富士通を退社し、5月から留学。2005年にサフォーク大学を卒業し、経営学修士 (MBA) となる。
帰国後、日本電産（現ニデック）のグループ会社勤務を経て、2009年4月にエルステッドインターナショナル株式会社を大学時代から住んでいた神奈川県川崎市に設立する。当初は製造業向けのポータルサイト「Makers-IN」を運営していたが、Makers-INは2014年1月1日時点で既に閉鎖されており、会社は2016年にヘルスケア分野へ事業転換している。